# Gary Gubner
Gary Jay Gubner (New York, 1º dicembre 1942 – New York, 25 maggio 2024) è stato un sollevatore, pesista e discobolo statunitense medagliato mondiale, che gareggiò nella categoria dei pesi massimi.

## Carriera
Ottenne i suoi risultati migliori nel sollevamento pesi, vincendo due medaglie (di bronzo e d'argento) ai campionati del mondo di Budapest nel 1962 e di Teheran nel 1965, piazzandosi quarto ai Giochi olimpici di Tokyo nel 1964, valenti anche come campionati mondiali.
Sempre per i Giochi olimpici di Tokyo del 1964, tentò anche di qualificarsi nelle gare di atletica leggera, piazzandosi al quinto posto nel getto del peso alle prove olimpiche statunitensi. Stabilì diversi record nel getto del peso, incluso un lancio di 53 piedi con un peso dell'attrezzo di 16 libbre, stabilito all'età di 16 anni, e tre record mondiali indoor nel 1962. Il suo miglior risultato di 19,80 metri lo portò a essere collocato al secondo posto nella classifica mondiale del 1962.
Rappresentando la NYU Violets Track & Field Team, vinse i campionati universitari NCAA di atletica leggera nel 1963 e nel 1964 nel getto del peso. Alle VI Maccabiadi di Tel Aviv del 1961, vinse tre medaglie d'oro nel sollevamento pesi (categoria dei massimi), getto del peso e lancio del disco.
Nel 2001 venne incluso nell'International Jewish Sports Hall of Fame.